# John Lang
Pour les articles homonymes, voir John Lang (écrivain) et Lang.
Œuvres principales
- Le Bouclier obscur (Roman, 2006)
- Le Donjon de Naheulbeuk
  - À l'Aventure Compagnons (Roman, 2013)
  - La Couette de l'Oubli (Roman, 2009)
  - L'Orbe de Xaraz (Roman, 2010)
  - Le Conseil de Suak (Roman, 2011)
  - Chaos sous la montagne (Roman, 2014)
  - Les Veilleurs de Glargh (Roman, 2019)

John Lang, alias Pen Of Chaos, est un musicien, auteur et webdesigner français né à Douarnenez le 2 juin 1972.
Il est principalement connu en tant que créateur de l’aventure humoristique du Donjon de Naheulbeuk ; il écrit des nouvelles de fantasy, des articles pour des fanzines. Il est également auteur-compositeur, ayant à son actif avec le groupe de musique Naheulband quatre albums sur le thème de Naheulbeuk. Il a aussi participé en tant qu’acteur à plusieurs courts-métrages du collectif amateur Cheap Movies.

## Biographie

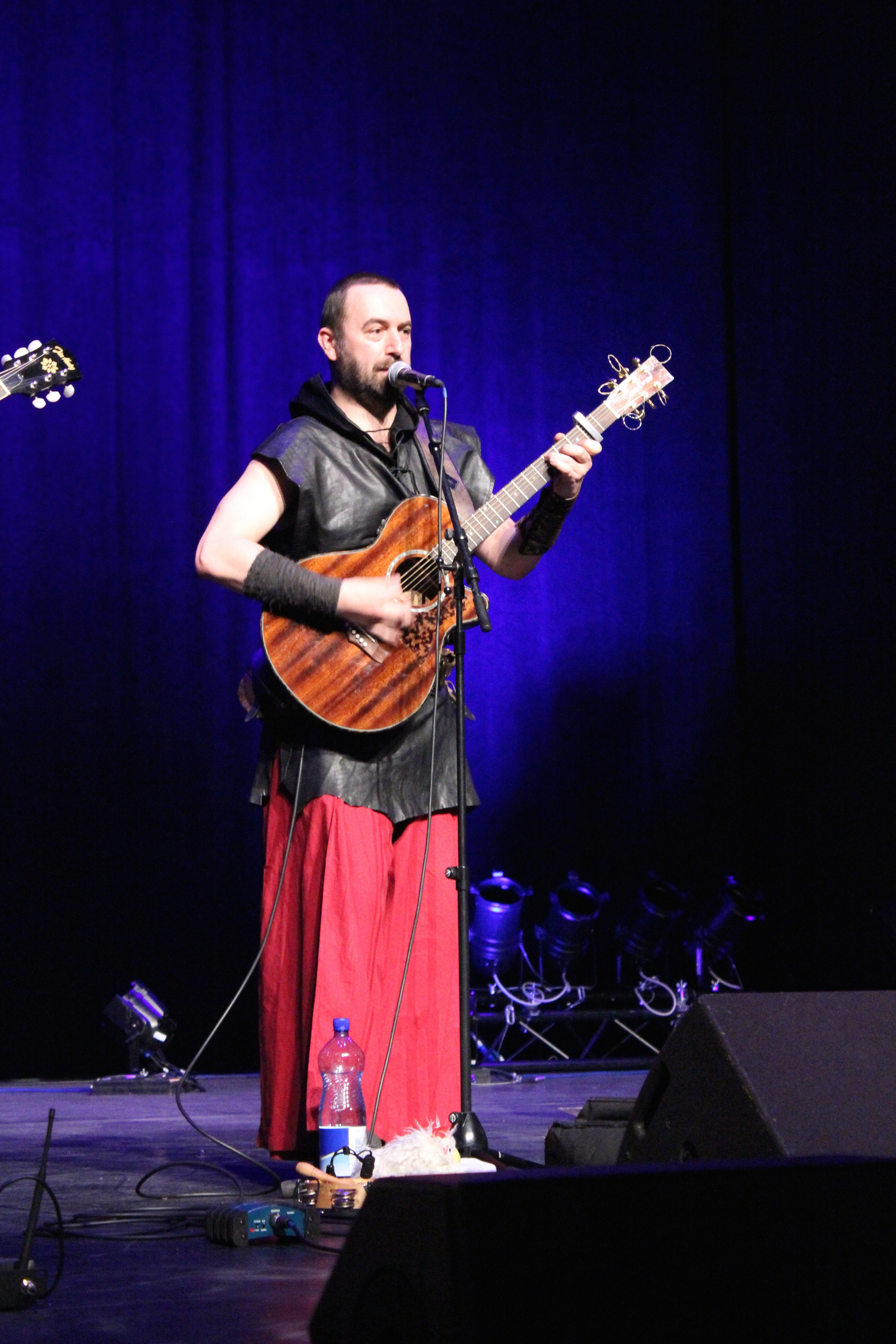
John Lang lors d’un concert du Naheulband au Polymanga en avril 2014.

Irlandais d’adoption, John Lang passe son enfance en Bretagne dans les environs de Douarnenez, puis part à Paris pour ses études. Il y obtient son CAP Photocomposition et industrie du livre au lycée Maximilien Vox.
Il découvre l'univers du jeu de rôle en 1983 avec L'Œil noir et enchaîne avec divers autres jeux de rôles dont le Jeu de rôle des Terres du Milieu mais pas Donjons et Dragons contrairement à ce que pourrait faire penser les épisodes du Donjon de Naheulbeuk.
Cependant, sa passion pour la musique ne l’a jamais vraiment quitté[non neutre] depuis sa rencontre avec l’œuvre de Beethoven quelques années auparavant. Cette passion continuera de germer dans l’attente d’un événement déclencheur et se concrétisera lors de sa première confrontation[non neutre] avec la musique punk.
Après une première expérience comme « barilliste » (percussions à base de divers barils et ustensiles ménager), sa rencontre avec le thrash metal et sa passion grandissante le poussent[non neutre] à apprendre la guitare. S’ensuivra le lancement de plusieurs projets, dont le premier, Necropsia, laissera une démo pour la postérité[pas clair] avant le départ du leader du groupe pour rejoindre Mass Hysteria. Suivra Avel Fal, groupe éphémère toujours dans la veine du metal.
Sous l’influence de son bassiste, Mac Aaron, John Lang revient aux sources de ses origines bretonnes, s’offre une flûte irlandaise, une bombarde et une guitare folk. Autodidacte et seul depuis le départ de son bassiste, il s’inspire d’Alan Stivell pour s’exercer à un style qu’il affectionne particulièrement[réf. nécessaire]. Un voyage en Irlande sera une nouvelle occasion pour lui d’élargir sa gamme d’instruments : bodhrán, low whistle et cornemuse d’Irlande sont ses nouvelles acquisitions. En 1994, il entre à l’OCDE où il travaille à la mise en page des brochures. L'OCDE étant à l'époque l'un des rares endroits ayant un accès à internet, il profite de ses pauses pour jouer à Quake et pour créer son propre site web. Ces compétences lui permettent de devenir le webmestre de l'OCDE en 1996.
Par la suite, il rejoint le groupe TornaoD où il passera quelque temps, on[Qui ?] le verra également jouer aux côtés du groupe Krozal. Pendant cette période, Poc enchaîne représentations, participations et invitations diverses, il s’initie à la harpe celtique ainsi qu’à la flûte traversière Irlandaise. Il a également joué du bouzouki avec Cécile Corbel sur un de ses morceaux. C’est en 2000, inspiré par les sketchs de François Pérusse et les fantastiques aventures de Kalon[source secondaire souhaitée] qu’il lance Le Donjon de Naheulbeuk, une Saga MP3 humoristique, dont il produit pratiquement l’intégralité du travail de création[réf. souhaitée] (écriture, enregistrement, mixage, distribution).
Le succès grandissant, 2002 voit la naissance du Naheulband, groupe où l’on[Qui ?] retrouve notamment des anciens de TornaoD ou encore Knarf, se produisant sur scène jusqu’au Québec.
John Lang cite comme sources d’inspiration les Aventures de Kalon, ses nombreuses années de pratique du jeu de rôle et ses lectures de style médiéval-fantastique[source secondaire nécessaire].
Aujourd’hui[Quand ?], ses activités publiques se concentrent sur le petit univers qui gravite autour de Naheulbeuk entre l’écriture des épisodes, enregistrements, représentations, dédicaces…
En 2008, Il a participé à l'épisode 24 de la saison 2 de Nerdz.
En 2011, après avoir été invité sur le plateau de J'irai loler sur vos tombes, John Lang apparaît dans un sketch du Golden Show, animé par les mêmes présentateurs.
En 2015, Il a participé au Film 2 de la web-série Noob.
En 2018, Il commence à poster des vidéos de manière régulière sur sa chaîne Youtube « Mastapoc » notamment afin de transmettre des informations sur l'avancement de ses différents projets en cours[source secondaire souhaitée].
En septembre 2020, paraît le jeu vidéo Le Donjon de Naheulbeuk : L'Amulette du Désordre qu'il a scénarisé et produit avec l'aide du studio de développement Artefacts Studio et de l'éditeur Dear Villagers.

## Récompenses
- L'Orbe de Xaraz :
  - Prix Merlin 2010, catégorie roman[3].
- À l'Aventure Compagnons :
  - Prix Merlin 2014, catégorie roman.

## Œuvre

### Romans
- Le Donjon de Naheulbeuk, dans l'ordre de parution :

Saison 3 : La Couette de l’Oubli
- éditions Octobre, juin 2008  (ISBN 978-2-366-40005-2)
- éditions J'ai lu, octobre 2009  (ISBN 978-2-290-01452-3)
Saison 4 : L'Orbe de Xaraz
- éditions Octobre, novembre 2009  (ISBN 978-2-915-62127-3)
- éditions J'ai lu, mars 2011  (ISBN 978-2-290-02599-4)
Saison 5 : Le Conseil de Suak
- éditions Octobre, juin 2011  (ISBN 978-2-915-62131-0)
- éditions J'ai lu, octobre 2012  (ISBN 978-2-290-04154-3)
Saison 1 et 2 : À l'Aventure, compagnons
- éditions Octobre, juin 2013  (ISBN 978-2-915-62142-6)
- éditions J'ai lu, novembre 2014  (ISBN 978-2-290-08097-9)
Saison 6 : Chaos sous la montagne
- éditions Octobre, novembre 2014  (ISBN 978-2-915-62147-1)
Hors saison : Les Veilleurs de Glargh
- éditions Octobre, aout 2019  (ISBN 978-2-915621-52-5)
- Un pack sorti aux éditions J'ai lu contient les trois tomes des saisons 3, 4 et 5 (octobre 2013)  (ISBN 978-2-290-07685-9)
- Le Bouclier obscur

- éditions Rivière Blanche/Black Coat Press, décembre 2006  (ISBN 978-1-932983-31-9), Illustration de couverture de François-Xavier Delmotte
- éditions Physalis, avril 2012  (ISBN 978-2-36640-005-2), Illustration de couverture de Michel Borderie
- éditions ActuSF, septembre 2015  (ISBN 978-2-917689-94-3), Illustration de couverture de Mikhail Borulko

### Nouvelles
- Rapport d'enquête en milieu forestier, dans l'anthologie Sang tripes et boyaux, janvier 2013  (ISBN 978-2-919325-18-4) [4]

### Bande dessinée
- Le Donjon de Naheulbeuk, dessins de Marion Poinsot, couleurs de Lorien pour les deux premiers tomes puis de Sylvie Sabater - Éditions Clair de Lune [5]
  1. Tome 1 : Première saison, partie 1 (janvier 2005)  (ISBN 978-2-913714-67-0)
  2. Tome 2 : Première saison, partie 2 (octobre 2005)  (ISBN 978-2-913714-81-6). L'album contient une planche d'autocollants.
  3. Tome 3 : Deuxième saison, partie 1 (novembre 2006)  (ISBN 978-2-913714-92-2). Une édition limitée possède une couverture 3D ainsi que huit pages de croquis  (ISBN 978-2-913714-99-1).
  4. Tome 4 : Deuxième saison, partie 2 (novembre 2007)  (ISBN 978-2-35325-033-2). Il existe une édition collector intitulée NoëlBeuk, dans un coffret rouge contenant aussi une paire de chaussettes brodées à l'effigie du nain  (ISBN 978-2-35325-034-9).
  5. Tome 5 : Deuxième saison, partie 3 (novembre 2008)  (ISBN 978-2-35325-085-1)
  6. Tome 6 : Deuxième saison, partie 4 (novembre 2009)  (ISBN 978-2-35325-170-4)
  7. Tome 7 : Troisième saison, partie 1 (novembre 2010)  (ISBN 978-2-35325-280-0). Une édition limitée possède une planche de magnets  (ISBN 978-2-35325-287-9).
  8. Tome 8 : Troisième saison, partie 2 (mars 2011)  (ISBN 978-2-35325-298-5).  Une édition limitée possède une planche de magnets  (ISBN 978-2-35325-299-2).
  9. Tome 9 : Troisième saison, partie 3 (avril 2011)  (ISBN 978-2-35325-374-6). Une édition limitée possède une couverture 3D ainsi qu'une carte de la terre de Fangh  (ISBN 978-2-35325-375-3).
  10. Tome 10 : Quatrième saison, partie 1 (mars 2012)  (ISBN 978-235325-406-4)
  11. Tome 11 : Quatrième saison, partie 2 (novembre 2012)  (ISBN 978-235325-480-4)
  12. Tome 12 : Quatrième saison, partie 3 (mai 2013)  (ISBN 978-2-35325-520-7)
  13. Tome 13 : Quatrième saison, partie 4 (novembre 2013)  (ISBN 978-2-35325-574-0)
  14. Tome 14 : Cinquième saison, partie 1 (mai 2014)  (ISBN 978-2-35325-623-5). Une édition limitée possède une autre couverture ainsi qu'un écran panoramique pour le jeu de rôle gratuit Donjon de Naheulbeuk  (ISBN 978-2-35325-624-2).
  15. Tome 15 : Cinquième saison, partie 2 (novembre 2014)  (ISBN 978-2-35325-662-4)
  16. Tome 16 : Cinquième saison, partie 3 (avril 2015)  (ISBN 978-2-35325-689-1)
  17. Tome 17 : Cinquième saison, partie 4 (novembre 2015)  (ISBN 978-2-35325-726-3)
  18. Tome 18 (avril 2016)
  19. Tome 19 : Sixième saison, partie 1 (novembre 2016)
  20. Tome 20 : Sixième saison, partie 2 (avril 2017)
  21. Tome 21 (novembre 2017)
  22. Tome 22 (avril 2018)
  23. Tome 23 (novembre 2018)
  24. Tome 24 (avril 2019)
  25. Tome 25 (novembre 2019)

- Coffret Saison 1, contenant les tomes 1 et 2 (décembre 2005)  (ISBN 978-2-913714-84-7)
- Coffret Saison 2, contenant les tomes 3, 4, 5 et 6 (avril 2010)  (ISBN 978-2-35325-171-1)
- Coffret Saison 3, contenant les tomes 7, 8 et 9 (décembre 2011)  (ISBN 978-2-35325-385-2)
- Coffret Saison 4, contenant les tomes 10, 11, 12 et 13 (novembre 2013)  (ISBN 978-2-35325-578-8)
- Intégrale prestige Saison 1, réunissant les tomes 1 et 2 en un seul volume (décembre 2012)  (ISBN 978-2-35325-482-8)
- Intégrale prestige Saison 2, réunissant les tomes 3, 4, 5 et 6 en un seul volume (décembre 2012)  (ISBN 978-2-35325-483-5)
- Intégrale prestige Saison 3, réunissant les tomes 7, 8 et 9 en un seul volume (sortie prévue en novembre 2014)  (ISBN 978-2-35325-668-6)
- Coffret Saison 1 Naheulbeuk à la plage (juillet 2009)  (ISBN 978-2-35325-139-1), avec un boitier contenant un livret intégrale saison 1, un livret de dessins à colorier, et une serviette grand format de l'elfe.
- Les Arcanes de Naheulbeuk, l'arrière-boutique de la terre de Fangh, dessins de Marion Poinsot, couleurs de Sylvie Sabater - Éditions Clair de Lune [6]
  1. Bière, monstre et bière (février 2008)  (ISBN 978-2-35325-042-4)
  2. Des Boudins et des Elfes (février 2009)  (ISBN 978-2-35325-097-4)
  3. La vie d'aventurier (mars 2010)  (ISBN 978-2-35325-194-0)

- Coffret La Trilogie, réunissant les trois tomes des Arcanes de Naheulbeuk (mars 2010)  (ISBN 978-2-35325-481-1)
Le Jeu de rôle papier a été publié en octobre 2016 aux éditions Le Grimoire. Il se présente sous la forme d'un recueil de 36 pages et est accompagné d'un gros volume illustré de plus de 350 pages intitulé Le Grand Bestiaire des environs de la Terre de Fangh.

### Jeux-vidéo
- 2020 : Le Donjon de Naheulbeuk : L'Amulette du Désordre
- 2023 : Le maître du Donjon de Naheulbeuk

## Discographie

### Albums
- 2003 : Machins de taverne
- 2005 : À poil dans la forêt
- 2008 : Le Grimoire audio
- 2012 : T'as pas le niveau

### Compilation
- 2009 : Audio Codex Naheulbeuticus
- 2012 : Gurdil Box